# Chondrogaster
Chondrogaster — рід грибів родини Mesophelliaceae. Назва вперше опублікована 1926 року.

## Класифікація
До роду Chondrogaster відносять 2 види:
- Chondrogaster angustisporus
- Chondrogaster pachysporus